# The Land That Time Forgot
Pour plus de détails, voir Fiche technique et Distribution.
The Land That Time Forgot, sorti dans plusieurs pays sous le nom de Dinosaur Island, est un film de science-fiction américain réalisé par C. Thomas Howell et sorti en 2009. 
Le film, du studio de cinéma indépendant américain The Asylum, est l'un des rares à ne pas être un mockbuster des œuvres précédentes. Le film est une adaptation du roman du même nom d'Edgar Rice Burroughs (1918), et un remake du film Le Sixième Continent (1975) avec Doug McClure.

## Synopsis
Dans le temps présent, deux couples de jeunes mariés profitent d'une croisière en bateau charter dans les Caraïbes. Traversant une tempête bizarre, ils émergent au large de la mystérieuse île de Caprona.
L'île, qui semble être localisée dans le triangle des Bermudes à une autre époque, est habitée par des habitants anachroniques, dont des dinosaures et l'équipage d'un sous-marin allemand échoué. Les jeunes mariés, avec le capitaine du bateau charter et les Allemands, doivent affronter une variété d'obstacles pour s'échapper de l'île et revenir à leur propre époque.
Au début, le plan est de sauver des Allemands une femme nommée Karen, puis de prendre leur bateau, mais leurs guides, Jude et Conrad, les trahissent et volent le bateau, les laissant aux Allemands. Finalement, le capitaine convainc les Allemands de travailler en commun pour quitter l'île. Ils sont capables de libérer le U-boot et de fabriquer du carburant diesel à partir du pétrole de l'île. Malheureusement, Frost est laissé pour compte car il ne peut pas se rendre au sous-marin à temps et sa femme Karen le rejoint à nouveau sur l'île. Le sous-marin parvient à quitter l'île, mais on ignore s'il est parvenu à revenir à la civilisation. Frost écrit son histoire qu'il place dans un thermos qu'il jette dans l'océan. Le couple fait sa vie sur l'île et Karen est enceinte.

## Fiche technique
- Titre original : The Land That Time Forgot
- Réalisation : C. Thomas Howell
- Scénario : Darren Dalton (en), d'après le roman du même nom d'Edgar Rice Burroughs
- Photographie : Mark Atkins
- Montage : Brian Brinkman
- Musique : Chris Cano, Chris Ridenhour
- Pays d'origine : États-Unis
- Langue originale : anglais, allemand
- Format : noir et blanc
- Genre : de science-fiction
- Durée : 90 minutes
- Dates de sortie :
  - États-Unis : 28 juillet 2009

## Distribution
- C. Thomas Howell : Frost Michaels
- Timothy Bottoms : Captain Burroughs
- Lindsey McKeon : Lindsey Stevens
- Darren Dalton (en) : Cole Stevens
- Anya Benton : Karen Michaels
- Christopher Showerman : Stack (crédité Chris Showerman)
- David H. Stevens : Jude
- Patrick Gorman : Conrad
- Stephen Blackehart : Lonzo
- Christian Stoehr : Lukas
- Scott Subiono : Zander
- Lew Knopp : Cooper
- Jonathan Sanders : Oliver